# Філіпень (Румунія)
Філіпень, Філіпені (рум. Filipeni) — село у повіті Бакеу в Румунії. Входить до складу комуни Філіпень.
Село розташоване на відстані 248 км на північ від Бухареста, 20 км на схід від Бакеу, 75 км на південний захід від Ясс, 139 км на північний захід від Галаца.

## Населення
За даними перепису населення 2002 року у селі проживали 782 особи, усі — румуни. Усі жителі села рідною мовою назвали румунську.